# Adam (film, 2009)
Pour les articles homonymes, voir Adam (homonymie).
Pour plus de détails, voir Fiche technique et Distribution.
Adam est un film américain réalisé par Max Mayer, sorti en 2009.

## Synopsis
Adam (Hugh Dancy) est un jeune homme brillant, passionné d'astronomie. Il est néanmoins atteint du Syndrome d'Asperger, une forme d'autisme, qui l'empêche d'avoir une vie sociale et le force à mener une existence réglée dans les moindres détails. Aussi, quand son père, avec qui il vivait, décède, c'est tout son quotidien qui se retrouve chamboulé. Tandis qu'il essaye de s'adapter à sa nouvelle existence, il fait la connaissance de sa nouvelle voisine, la jolie Beth (Rose Byrne).

## Fiche technique
- Titre original : Adam
- Scénario : Max Mayer
- Production : Miranda De Pencier, Leslie Urdang et Dean Vanech
- Décors : Tamar Gadish et Grant Myers
- Costumes : Alysia Raycraft
- Photo : Seamus Tierney et Grant Myers
- Musique : Christopher Lennertz
- Distribution : 20th Century Fox
- Langue : anglais
- Format : couleur
- Durée : 98 minutes
- Pays de production :  États-Unis
- Date de sortie : 
  - États-Unis : 29 juillet 2009
  - France : 6 janvier 2010

## Distribution
- Hugh Dancy (VF : Alexandre Gillet ; VQ : Martin Watier) : Adam Raki
- Rose Byrne (VF : Chantal Macé ; VQ : Bianca Gervais) : Elizabeth « Beth » Buchwald
- Peter Gallagher (VF : Guillaume Orsat ; VQ : Pierre Auger) : Marty Buchwald
- Amy Irving (VF : Laurence Charpentier ; VQ : Claudine Chatel) : Rebecca Buchwald
- Frankie Faison (VF : Saïd Amadis ; VQ : Éric Gaudry) : Harlan Keyes
- Mark Linn-Baker (VF : Hervé Jolly ; VQ : Benoit Éthier) : Sam Klieber
- Adam LeFevre (VF : Philippe Catoire ; VQ : Stéphane Rivard) : M. Wardlow
- Haviland Morris : Lyra
- Mike Hodge (en) : le juge
- Peter O'Hara : Williams
- John Rothman : Beranbaum
- Terry Walters : Michael
- Susan Porro : Jen
- Maddie Corman : Robin
- Jeff Hiller : Rom
- Ursula Abbot : Kelli
- Steffany Huckaby : Carol
- Luka Kain : Bruce
- Brooke Johnston : Stephanie
- Tyler Poelle : Bryan
- Karina Arroyave : l'enseignante assistante
- Lonnie McCullough : experte Witness

Source et légende : version française (VF) sur Doublagissimo et sur RS Doublage version québécoise (VQ) sur Doublage Québec